# كيت إبراهيم
كيت إبراهيم (11 نوفمبر 1991 في نيوزيلندا - ) (بالإنجليزية: Kate Broadmore)‏ هي لاعبة كريكت نيوزلندية. شاركت مع منتخب نيوزيلندا الوطني للكريكت.

## وصلات خارجية
- كيت إبراهيم على موقع إي آس بي آن كريك إنفو (الإنجليزية)